# Michael Schorr

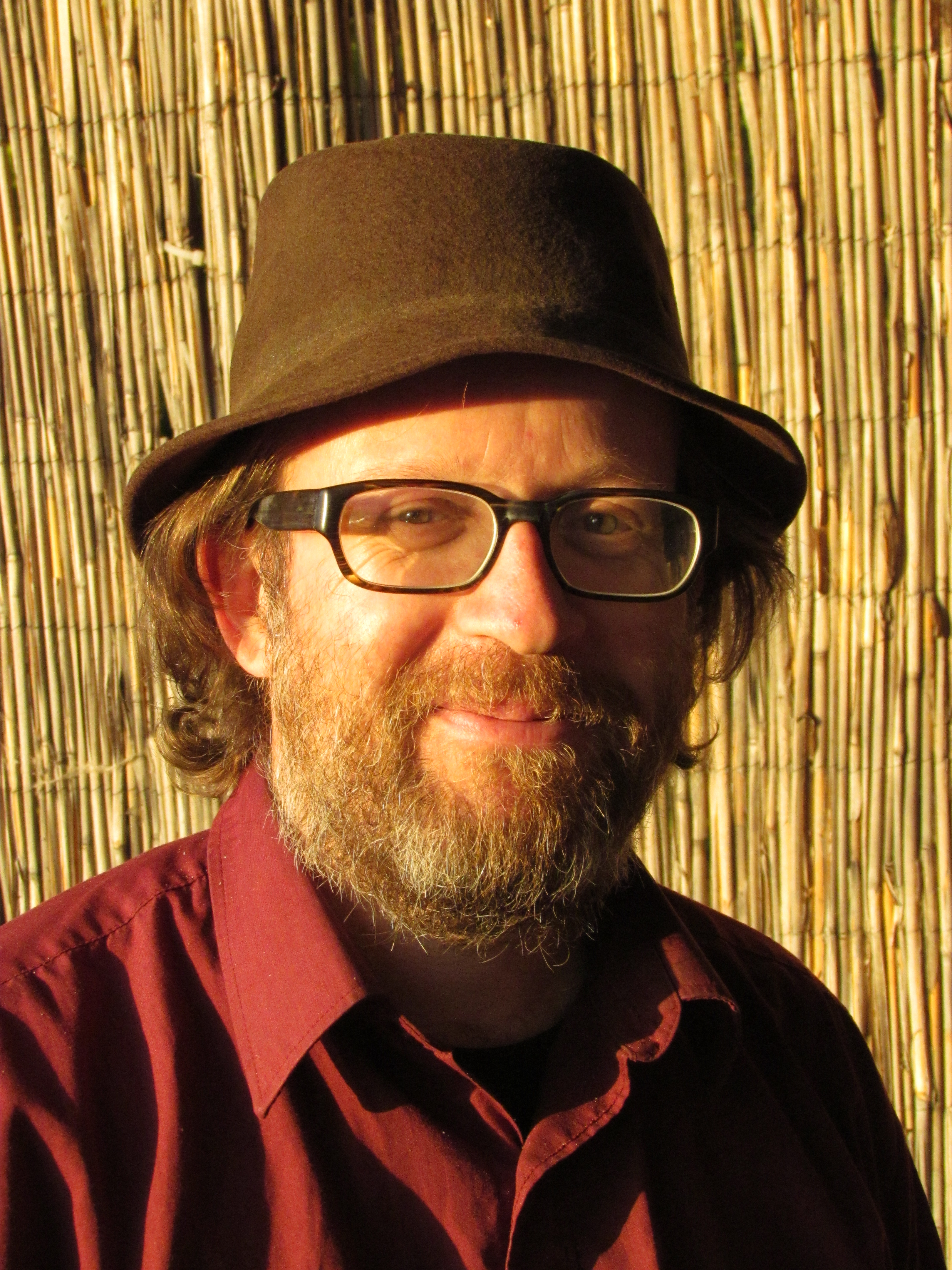
Michael Schorr (2012)

Michael Schorr (* 17. Oktober 1965 in Landau in der Pfalz) ist ein deutscher Filmregisseur.

## Leben
Nach dem Abitur in Landau studierte Michael Schorr zunächst von 1987 bis 1989 Philosophie, Musik und Film an der Universität München. 1989 war er Deutschlehrer in Nordirland, 1990 beim Goethe-Institut in Kathmandu/Nepal.
Nachdem er bereits von 1986 bis 1991 Kurzfilme inszeniert hatte, begann er 1992 ein Regiestudium an der HFF in Potsdam, das er 1999 erfolgreich abschloss. Seither arbeitet er an Spiel- und Dokumentarfilmen.
Michael Schorr lebt in Berlin.

## Filmografie
- 1992: Dulab'n-blu-zing, Dokumentarkurzfilm
- 1993: Um Gnade, Kurzfilm
- 1993: Noma Doma Ny, Dokumentarkurzfilm
- 1994: Silentium, Kurzfilm
- 1995: Savannah Bay, Kurzfilm
- 1997: Herbsten, Dokumentarfilm
- 1998: Fisch Meer Blues, Dokumentarfilm
- 2000: Leben 1,2,3, Dokumentarfilm, Filmfestspiele Cannes, 2000
- 2002: Ferner liefen, Dokumentarfilm
- 2003: Schultze gets the blues, Kino-Spielfilm
- 2007: Schröders wunderbare Welt, Kino-Spielfilm
- 2008: Lebens- und Sterbepraxis e.V. Hospiz Kunto Sangmo - Würde, Dokumentarkurzfilm